# カポーティ
『カポーティ』（Capote）は、2005年のアメリカ映画。タイトルの通り、作家のトルーマン・カポーティを描いたもので、彼が代表作『冷血』を取材し書き上げるまでを中心に描いた伝記映画でもある。
監督はこれが劇映画初監督作となるベネット・ミラー。第78回アカデミー賞で主演男優賞をフィリップ・シーモア・ホフマンが受賞し、作品賞・監督賞・助演女優賞（キャサリン・キーナー）・脚色賞でも候補となった。その他、多数の映画賞を受賞。
全米では2005年9月30日から限定公開（これはカポーティの誕生日に当たる）、日本では2006年9月30日に公開された。

## ストーリー
1959年、カンザス州の小さな町で、一家4人が惨殺されるという事件が起こった。「ニューヨーク・タイムズ」紙でこの事件を知り興味を持ったカポーティは、幼馴染で『アラバマ物語』（映画の中ではディルという名前でカポーティが出てくる）の女性作家ハーパー・リーと共に現場に向かう。これはカポーティが同性愛者であることが分からないようにするためのカムフラージュという。
事件をノンフィクション小説の題材にしようとした彼は、取材を進める中で、自分と同様に子供時代に家族に見捨てられた死刑囚と友情が芽生え始める。死刑執行により事件が完了し、小説を早く完成させたい自分と、死刑囚を「友」として助けたい自分の間でカポーティの気持ちが大きく揺れ動き、精神的に疲弊していく。この小説の後にカポーティが作品を書けなくなった心理的な経緯を赤裸々に描くストーリーとなっている。

## キャスト
※括弧内は日本語吹替
- トルーマン・カポーティ - フィリップ・シーモア・ホフマン（村治学）： 作家。
- ネル・ハーパー・リー - キャサリン・キーナー（塩田朋子）： トルーマンの幼馴染の親友。作家。
- ペリー・スミス - クリフトン・コリンズ・Jr（桐本琢也）： 殺人犯。
- ディック・ヒコック - マーク・ペルグリノ： 殺人犯。
- アルヴィン・デューイ - クリス・クーパー（原康義）： 担当刑事。
- ジャック・ダンフィ - ブルース・グリーンウッド（てらそままさき）： トルーマンと同棲中の同性の恋人。作家。
- ウィリアム・ショーン - ボブ・バラバン： 編集者。
- マリー・デューイ - エイミー・ライアン： アルヴィンの妻。小説好き。
- ローラ・キニー - アリー・ミケルソン： 事件の第一発見者。被害者の1人の親友。
- 刑務所の所長 - マーシャル・ベル
- ロイ・チャーチ - R・D・レイド（英語版）
- リチャード・アヴェドン - アダム・キンメル： 写真家。ペリーとディックを撮影。

## 評価
レビュー・アグリゲーターのRotten Tomatoesでは195件のレビューで支持率は89%、平均点は8.20/10となった。Metacriticでは40件のレビューを基に加重平均値が88/100となった。

## 受賞・ノミネート
- 第78回アカデミー賞 主演男優賞　（フィリップ・シーモア・ホフマン）　受賞

作品賞 / 監督賞 / 助演女優賞 / 脚色賞　（主要5部門ノミネート）
- ゴールデングローブ賞 主演男優賞 (ドラマ部門)　（フィリップ・シーモア・ホフマン）
- ゴッサム賞 作品賞、ブレイクスルー監督賞　（ベネット・ミラー監督）
- 英国アカデミー賞 主演男優賞　（フィリップ・シーモア・ホフマン）
- アメリカ映画協会賞　作品賞トップ10選出
- ナショナル・ボード・オブ・レビュー賞　作品トップ10選出 / 主演男優賞
- 全米映画批評家協会賞　主演男優賞 / 作品賞
- ロサンゼルス映画批評家協会賞　主演男優賞 / 助演女優賞 / 脚本賞
- ニューヨーク映画批評家協会賞　第一回作品賞　（ベネット・ミラー監督）
- ボストン映画批評家協会賞　主演男優賞 / 助演女優賞 / 脚本賞
- ワシントンD.C.映画批評家協会賞　主演男優賞 / 脚本賞
- ニューヨーク・オンライン映画批評家協会賞　主演男優賞 / 作品賞トップ9選出
- シカゴ映画批評家協会賞　主演男優賞 / 有望監督賞
- 放送批評家協会賞　主演男優賞
- フロリダ映画批評家協会賞　主演男優賞
- トロント映画批評家協会賞　主演男優賞 / 助演女優賞 / 新人監督賞
- サンディエゴ映画批評家協会賞　主演男優賞

## スタッフ
- 原作：ジェラルド・クラーク
- 美術：ジェス・ゴンコール
- 衣装：カシア・ワリッカ＝メイモン
- 監督：ベネット・ミラー

## その他・備考
ニューヨークの富裕層との酒場での軽妙なジョークなど、シーンのいくつかは主演フィリップ・シーモア・ホフマンのアドリブである。死刑囚との最後の面会で主演が感極まり涙を流すシーンは予定外のことであった。
撮影のほとんどは1950年代から60年代のカンザスとニューヨークの両者の雰囲気を兼ね備えるカナダ・マニトバ州のウィニペグで、晩秋に行われた。数百人に及ぶエキストラの多くがウィニペグ近郊の人たちである。
2006年秋、豪華キャストを迎えたもう一つのカポーティ映画 『Infamous』 が公開となった。こちらも題材は同じであるが、原作は異なる。出演はカポーティ役がトビー・ジョーンズ、ハーパー・リー役がサンドラ・ブロック、その他ダニエル・クレイグ、グウィネス・パルトロー、シガニー・ウィーバー、ジェフ・ダニエルズ、ホープ・デイヴィス。監督・脚本はダグラス・マクグラス。
金原瑞人「ハーパー・リーとカポーティ」によれば、『冷血』が出版された時に、リーはあれだけ協力したのに、感謝の言葉がひと言もないのに愕然としたという。